# David Bagué i Soler
David Bagué i Soler (Barcelona, 1964) és un constructor (lutier) d'instruments de corda català, sobretot de violins. Viu i treballa al barri de Gràcia de Barcelona.

## Biografia
David Bagué i Soler neix a Barcelona el 25 de Novembre de 1964. Creix a una família treballadora amb els seus pares i els seus dos germans grans al seu domicili al carrer Gran de Gràcia, una artèria principal de Barcelona on passa la seva infància.
El seu pare Jaume, va ser treballador durant anys a una ferreteria del barri fins a arribar a la seva jubilació, en lloc de dedicar-se professionalment a la seva gran passió que va ser el dibuix, al que destinà el seu temps d'oci. La seva mare Emma, va treballar a diversos despatxos, entre els quals el que fou del primer despatx d'una dona advocada a Barcelona. Després dels seu matrimoni va acabar els estudis de piano i es va ocupar de la seva família.
Així doncs, durant decurs de la seva infància, David vivia a casa seva diferents ambients artístics, d'entre ells, veient a la seva mare acompanyant al piano a una soprano interpretant diverses àrees, mentre que el seu pare prenia apunts de dibuix de l'escena.
A més a més del piano amb el que tocava la seva mare, el seu pare va adquirir un violí per a atiar el possible interès d'aquest instrument per alguns dels fills. Únicament la curiositat infantil del David el va empaitar a desmuntar el violí deixant-lo inutilitzable. Quan els seus pares van veure que l'instrument estava totalment desmuntat no li van fer cap càstig, el que va constituir com a primer gran recolzament a la seva incipient vocació amb 12 anys.
A la dècada dels anys setanta al barri de Gràcia i d'altres districtes emblemàtics de Barcelona, existien encara tallers centenaris amb homes d'ofici, que treballaven voluntàriament més enllà de l'edat de jubilació, acumulant experiència y també paciència per a dedicar estones a solucionar els problemes que el noi David Bagué tenia amb el seu projecte vital que era la construcció del seu primer violí. Aquest teixit artesanal va contribuir de forma cabdal a l'inici tècnic de Bagué gràcies a la generositat dels artesans Francisco del Pozo, Josep Carreras, Casa González, Hermanos Yagüe, Lluís Almirall, Modesto Balué, la saga Fleta i la centenària casa Parramon.
Per aquelles èpoques, la segona font de coneixement per a completar el seu incipient projecte es podia trobar a les biblioteques, a les que hi anava sovint per a cercar informació, i inclús, quan anava per a fer treballs en grup del col·legi, ell s'hi despenjava i aprofitava per a explorar més llibres d'instruments.
Als dotze anys, David Bagué va concloure el seu primer violí que va ser exposat al públic a una Obra Social d'una entitat bancària. El seu objectiu immediat va ser la construcció d'un altre violí millor, recolzant-se amb la seva intuïció com a tercera font de coneixement; però a més, li calien aportacions tècniques per a progressar a la millora de resultats. Aquestes tres fonts de coneixement aviat es van exhaurir i essent que a Espanya no hi havia tradició acadèmica de luthieria, un cop acabada l'Educació General Bàsica, es va matricular a l'Escola de les Arts Aplicades i Oficis Artístics a on va romandre tres cursos, fins que la família Bagué-Soler no va ajornar per més temps una decisió que fora transcendental.
Amb 17 anys i tan sols amb el recolzament i els recursos dels seus pares, Bagué es trasllada a Cremona, bressol mundial dels luthiers. Concretament a “Istituto Professionale Internazionale per l'Artigianato Liutario e del Legno” on va ser admès per a cursar uns estudis que es podien comparar a una Formació Professional dedicats en part a l'ofici de la construcció d'instruments d'arc. David va marxar de l'institut als 4 mesos perquè va veure clarament que la seva formació havia de ser més per taller-escola que no per estudi-acadèmia.
De forma immediata i com a única ocupació, va començar a treballar com aprenent al taller del mestre luthier Mathys Adriaan Heyligers el qual considera el seu gran mestre per les seves aportacions tècniques reals de l'ofici i també per les aportacions de la temprança necessària per a poder construir un instrument amb solvència. A més, Heyligers va ser clau de volta a la solució de l'estricta burocràcia consular per l'abandonament de l'”Istituto” d'un menor d'edat i estranger.
Assolida una base sòlida del seu ofici, torna a Barcelona amb 19 anys i es dedica principalment a la restauració d'instruments d'arc aconseguint notorietat professional, mentre va perfeccionant els seu mètode de construcció. No essent la restauració compatible amb el seu caràcter, desenvolupà amb èxit una feina pedagògica durant anys, orientada a que els intèrprets del nostre país acceptessin i apreciessin els seus instruments de nova creació inspirats ens els violins clàssics italians, el que va constituir una fita sense precedents que des de llavors inspira seguidors del món de la música i de la luthieria.
Al 1988 fou membre fundador de “Asociación Española de Maestros Luthiers” convertint-se més tard en “Asociación de Luthieres y Arqueteros de España”. Fou també vicepresident del “Gremio de Luthiers y Arqueteros de España”.
Al 1991 amb 26 anys va ser l'únic espanyol seleccionat per a participar en la primera Compétition International de la Ville de Paris. El 1994 amb 29 anys es presenta a la setena Triennale Internazionale Antonio Satradivari de Cremona, considerada com a les olimpíades dels constructors de violins, violes i violoncels. Els violins de 126 luthiers de tot el món participaren per a premiar els 3 violins millors. Els representants més nombrosos eren d'Itàlia, Alemanya i França, països líders amb la tradició i construcció d'instruments d'arc. El violí de David Bagué va ser seleccionat entre els 5 finalistes resultant el quart classificat. El primer premi fou per a un Luther alemany de 64 anys d'edat amb una gran trajectòria i experiència al seu ofici. El segon i tercer premi va ser per a luthiers d'escoles europees. No va haver-hi difusió  informativa dels resultats al nostre país, però li va servir per refermar-se en el seu camí. 
Al mateix temps, al setembre de 1994 David Bagué mostra els seu darrer violí al llegendari violinista Ruggiero Ricci durant una masterclass i entusiasmat per les característiques acústiques i l'estètica dels Bagué inspirats amb el models Guarneri del Gesu, el mestre Ricci adquireix en no gaires anys nombrosos instruments, difonent el prestigi del luthier a nivell internacional. Des d'aquell moment, s'estableix una gran amistat entre el mestre Ricci i el luthier Bagué que es va mantenir fins a la mort del mestre el 2012. Fruit d'aquesta amistat és el disc “Legacy of Cremona” una comparativa acústica dels instruments dels millots luthiers del moment. Una altra conseqüència de l'esmentada amistat és la presentació que Ruggiero Rici fa a David Bagué del gran violinista grec Leonidas Kavakos, que amb els seus violins Stradivari ha tingut gran interès i sensibilitat per la luthieria contemporània com ho demostra la seva col·lecció privada d'instruments actuals on Bagué forma part activa juntament amb els seus col·legues, els luthiers F. Leonhard, S.P. Greiner, E. Haati.
El 2000 Bagué participa com a únic representant de l'Estat Espanyol al Concurs organitzat per la Violin Society of America a Cincianti.
El 23 de Setembre del 2003 la Generalitat de Catalunya li atorga la Creu de Sant Jordi en reconeixement del prestigi internacional assolit en la construcció d'instruments d'arc i a la seva tasca pionera que l'ha situat com un referent d'aquest ofici al país. 
Al seu taller, en un discret edifici de 1877 del barri de Gràcia, en el decurs de les darreres dècades s'han construït i entregat violins, violes i violoncels a prestigiosos músics, nacionals i internacionals. Davant la impossibilitat de citar-los a tots ells, en forma resumida es fa referència cronològica als següents:
- Ruggiero Rici. (1994-2010), violinista italoamericà.
- Leonidas Kavakos. (2002), violinista grec.[5]
- Prof. Ulrich Edelmann. (2004), concertmaister de la Radio-Sinfonie-Orchester Frankfurt
- Abel Tomàs Realp. (2007), Cuarteto Casals
- Sophie Enric. (2011), concert master de l'Orquestra Simfònica de Viena
- Jubal Gotlibovich. (2017), violista israelià.
- Wilfred Hedenborg (2017), un dels primers violins de la Filharmònica de Viena va encarregar un violí a Bagué que li va se entregat un any després. Com agraïment i satisfacció, David Bagué va ser convidat a l'estrena de l'instrument a la Sala Dorada del Musikverien durant el famós concert d'any nou 2018 dirigit per mestre Ricardo Mutti. Al desembre del 2020 la familía Hedenborg li encarrega altre violí.
- Quartet Cosmos. (2019) Helena Satué/violí, Bernat Prat/violí, Lara Fernández/viola y Oriol Prat/vio-loncel.
- Lorenz Nasturica-Herschcowici (2021), concertmaster Bayerischen Romfond i Concertmaster Mariinsky Theater de Sant Petersburg.
- El mestre Jordi Savall té com a Luthier de cambra David Bagué.

El 2013 protagonitza el documental "The Stradivarius complex" emès per TV3, on se recull el procés constructiu d'un violí des del moment que l'encarreguen fins a l'acte d'entrega. El 2014 una productora austríaca emet un programa amb el títol “Der Geigenbauer” (“El lutier”) on es reflexa la seva filosofia, vida i treball. El mateix any, el diari més antic del món en circulació, “Winer Zeitung” dedica un profunda reflexió sobre la capacitat humana del treball i entrega a la seva professió de lutier.
El setembre de 2019 la Generalitat de Catalunya a la sala Sant Jordi va oferir un reconeixement a la seva trajectòria professional. En aquest acte es va celebrar un concert del Quartet Cosmos, premiats internacionalment, amb els quatre instruments construïts per Bagué. Concebre els quatre instruments per a un quartet d'alt nivell com és el Quartet Cosmos representa l'anhel de tot luthier en vida. De fet, l'únic antecedent espanyol d'aquesta fita es remunta a 1702 quan Antonio Stradivari va construir dos violins, una viola i un violoncel –els instruments d'un quartet- per a la corona espanyola, els anomenats Stradivarius Palatinos.
L'any 2020 David Bagué participa a Symphony, una experiència audiovisual immersiva e itinerant patrocinada per Fundació “la Caixa” dirigida amb el segell inconfusible del visionari Igor Cortadellas amb la voluntat d'apropar a qualsevol públic la música clàssica mitjançant la música simfònica a través de realitat virtual i un sistema de so embolcallant, on el carismàtic director d'orquestra Gustavo Dudamel i la Mahler Chamber Orchestra interpreten a Beethoven i d'altres compositors. Una de les característiques d'aquesta experiència és que el públic pot situar-se de forma virtual vora els músics de l'orquestra en acció o visitar virtualment el taller del luthier Bagué amb una visió de 360 graus.
Actualment David Bagué viu a la seva casa-estudi del barri de Gràcia, espai que representa un salt al segle xix i on la seva dedicació al seu ofici es la seva forma de viure.
David Bagué dedica totes les seves energies i tot el seu temps a la construcció dels seus instruments. Malgrat això, degut a la gran adversitat que pateix la humanitat des de març 2020 per la crisis sanitària i observant les repercussions que ja té a la cultura i més concretament sobre la música, Bagué fa un pas endavant per a recolzar i ajudar els joves violinistes amb talent i projecció per a cedir-los 4 violins inspirats en els models de Carlo Guiseppe Testore. Aquesta cerca de talent que implica una ambiciosa iniciativa cultural d'àmbit estatal es desenvolupa amb el títol “Cultura, Ànima i Societat” que representen els pilars dels seu genuí compromís amb la cultura i la societat.    